# Annette Benson
Pour les articles homonymes, voir Benson.
Annette Benson (nom de scène de Kathleen Willoughby Baldrey), née courant 1897 à St Albans (Hertfordshire) et morte le 27 janvier 1979 à Torquay (comté de Devon), est une actrice britannique.

## Biographie
Annette Benson fait une assez courte carrière au cinéma, principalement durant la période du muet, contribuant à vingt-six films muets (britanniques surtout, mais également français ou en coproduction), sortis entre 1921 et 1929. Mentionnons Veille d'armes de Jacques de Baroncelli (1925, avec Maurice Schutz), Le Berceau de Dieu de Fred Leroy-Granville (1926, avec Léon Mathot), Downhill d'Alfred Hitchcock (1927, avec Ivor Novello) et Un drame au studio d'Anthony Asquith et A. V. Bramble (1928, avec Brian Aherne).
S'ajoutent deux films parlants sortis en 1931, après lesquels elle se retire définitivement.
Également actrice de théâtre, Annette Benson meurt en 1979, vers 82 ans.

## Filmographie partielle
- 1921 : La Petite Marchande de fleurs de Picadilly (en) (Squibs) de George Pearson : Ivy Hopkins
- 1921 : The Temporary Lady d'Adrian Brunel (court métrage) : Mary Lamb
- 1922 : Les Trois Revenants (Three Live Ghosts) de George Fitzmaurice : Mme Woofers
- 1923 : The Harbour Lights (en) de Tom Terriss : Lina Nelson
- 1925 : Veille d'armes de Jacques de Baroncelli : Alice de Corlaix
- 1925 : Der Hahn im Korb (en) de Georg Jacoby : Olga
- 1925 : Le Puits de Jacob d'Edward José : Guitele
- 1926 : Le Berceau de Dieu de Fred Leroy-Granville : Ruth
- 1927 : Downhill d'Alfred Hitchcock : Mabel
- 1928 : La Madone des sleepings de Maurice Gleize et Marco de Gastyne : Griselda Turner
- 1928 : Ossi hat die Hosen an (en) de Carl Boese : Lady Day
- 1928 : Un drame au studio d'Anthony Asquith et A. V. Bramble : Mae Feather
- 1928 : Mon cœur au ralenti de Marco de Gastyne : Griselda Turner
- 1929 : Weekend Wives (en) d'Harry Lachman : Helene Monard
- 1931 : Deadlock (en) de George King : Madeleine d'Arblay

## Théâtre (sélection)
- 1930 : The Dishonoured Lady de Margaret Ayer Barnes et Edward Sheldon : Rosie Walsh[2]